# Mats Bergmans
Mats Bergmans var ett dansband från Nyköping i Sverige.

## Historia
Mats Bergmans bildades 1973 som "Sjösa kustband" men fick byta namn till "Sjösagrabbarna" då en annan grupp redan hade det namnet. 1981 blev man heltidsdansband, och namnet Mats Bergmans antogs 1987. 1988 hade man en radiohit med låten "Säg som det är", skriven av Benny Hedlund och Monica Nyman, vilken 1989 släpptes på singel och senare även spelades in av andra.
Den 17 februari 1990 medverkade bandet för första gången i "I afton dans" från Bodens Folkets hus.
1991 slutade trummisen Mats i bandet och norrlänningen Torbjörn Kempe tog över trummandet. Tyvärr tvingas Urban lämna bandet på grund av sjukdom och ersattes senare under året av gitarristen och låtskrivaren Matts Lindblom.
1992 medverkade bandet i radioprogrammet "I afton dans" för andra gången, och denna gången sändes programmet från Östersund.
1993 medverkade bandet för tredje gången I "I afton dans", som denna gång sändes från Sundspärlan i Helsingborg. Samma år slutade Matts Lindblom, och ersattes av Micke Eriksson som först var tänkt som basist.
1994 vann de Svenska dansbandsmästerskapen i Sunne. Samma år släppte man singeln "Mina allra bästa minnen", som efter strul med låtskrivaren inte testades på Svensktoppen, och låten gick senare in på listans första plats med Hasse "Kvinnaböske" Andersson.
1995 medverkade Mats Bergmans i Café Norrköping och för 4:e gången 'I afton dans'. Samma år lämnade Lasse bandet och efterträddes av Jonas Näslund. Bandet fick då en yngre framtoning, men behöll musikstilen.
1996 ökade bandets popularitet, och singeln 'När alla drömmar slår in' släpptes i början av april 1996 och fick god kritik. I augusti 1996 medverkade man i "I afton dans" för femte gången, denna gång I Mälarsalen i Stockholm.
1997 släpptes albumet "100% chans", som dock var något försenat då producenten Lars-Åke Svantesson blev sjuk. Den 13 december 1997 firade bandet sitt tioårsjubileum under namnet "Mats Bergmans" på Träffen i Nyköping. Bandet medverkade detta år för sjätte gången i "I afton dans" i Sveriges Radio.
1998 segrade bandet i tävlingen "Årets Petter" före Thorleifs. Låtar från albumet 100% chans låg på olika listor I Sverige, och bäst placerade sig låtarna: "100% chans" och "Den sista dansen".
1999 röstade bandets fanclub fram de populäraste låtarna, vilka senare spelades in på kommande album. Den 13 mars 1999 medverkade bandet för sjunde gången i "I afton dans", som denna gång sändes från Bolaget i Sandviken. I mitten av juni 1999 publicerade bandet sin nya hemsida, www.matsbergmans.nu, samtidigt som nya livealbumet "Mest önskade - Live" släpptes.
I mitten av året spelade man bland annat i Malung en torsdag och fick då ta emot ett pris av "Dansbands-Petter" själv, och man blev trea i tävlingen "Årets Petter". Bandet tar sedan en välförtjänt semester och vädret kunde man inte heller klaga på.
Efter semestern året fortsatte försäljningen av nya albumet. Singeln "All världens rosor" spelades in och släpptes i slutet av året. Vid millennieskiftet 1999-2000 var bandmedlemmarna lediga.
Den 24 januari år 2000 medverkade bandet i "Får jag lov?":s "Måndagschat" för första gången. I mars år 2000 avslutades inspelningen av singeln "Har du tid med kärleken?" samtidigt som man började planera ett nytt livealbum, som spelades in i början av maj 2000 och hette "Mest önskade 2".
Vid spelningen på Pumpen i Buskhyttan den 2 juni år 2000 delades priset: Årets dansbandspetter ut. Mats Bergmans vann tävlingen, där som radiolyssnarna röstade. Dagen därpå medverkade bandet i Sveriges Radios "I afton dans" för åttonde gången, denna gång i Fyrispark i Uppsala inför 900 personer.
I början av juli år 2000 testades låten "Rosen som du gav mig " Sveriges Radio P4:s Fem-i-topp lista, och gick direkt in på förstaplatsen, och låten låg högt på listan I ett halvår framåt.
I slutet av augusti år 2000 fick bandet för första gången en låt testad till Svensktoppen, "Har du tid med kärleken", som gick rakt in på 4:e plats. Låten låg på listan i totalt 14 veckor, och då Svensktoppsåret 2000 summerades hamnade Mats Bergmans på delad niondeeplats och fick titeln: "Årets nykomlingar".
2001 fortsatte framgångarna. Efter flera spelningar i mitten av året började arbetet med bandets fjärde studioalbum, och ungefär hälften av de planerade inspelningarna genomfördes innan producenten fick tidsbrist och arbetet sköts upp. I oktober 2001 medverkade man för nionde gången i "I afton dans", som denna gång sändes från Törringelund utanför Malmö. Lördagen därpå tävlade bandet med låten "Så länge jag lever" i Fem-i-topp listan i Sveriges Radio P4, där den låg kvar i maximala 10 veckor. Samma dag, 13 oktober 2001, fick bandet sin andra låt testad till Svensktoppen, "Lika kära nu som då", skriven av Kent Fingal och Haidi Krohn. Låten låg totalt 12 på listan.
I april 2002 spelades de sista låtarna in till albumet "Min egen ängel", som släpptes i juni" samma år. Jonas Näslund blev detta år nominerade till Guldklaven i kategorin "Årets sångare". Dock vann han inte. Albumet "Min egen ängel" fick bra kritik, bland annat i Aftonbladet. En singel med låten "Min egen ängel" testades på Svensktoppen den 28 september 2002, och gick lördagen därpå rakt in på andra plats. Den låg även på listans förstaplats och toppade den 14 december 2002, sista gången inför jul och nyårsuppehållet. Låten låg totalt på listan i 11 veckor, sju veckor som etta och 4 veckor som tvåa.
Den 12 januari 2003 sändes Svensktoppen nästa gång, nu med ändrade regler. Sång på engelska tilläts. Fastän Mats Bergmans senaste gången toppat med låten "Min egen ängel" fanns denna gång inte med.
I slutet av april 2003 släpptes tredje singeln från albumet "Min egen ängel", låten "Kärlekens skugga" som testades till radioprogrammet Kalas topplista. Låten fick höga placeringar där och låg på listan i alla 10 möjliga veckor. Senare under året valdes Mats Bergman till "Årets dansband" på 25 000 poäng, före Lasse Stefanz (15 000 poäng) och Wahlströms (10 000 poäng), på Guldklavengalan, som hölls den 13 juli 2003. Bandet kunde dock inte närvara, då man gästade Ljusvattnet i Norrland, utan fick i stället höra direktsändningen i Sveriges Radio P4.
I mitten av 2003 hörde Bert Karlsson av sig, och senare skrevs skivkontrakt på två skivor. Den 25 oktober 2003 medverkade bandet för första gången i TV 4:s Bingolotto.
Den 14 maj 2004 medverkade man i Sveriges Radio P4:s program Kalas, som denna gång sändes från Pumpen i Buskhyttan strax utanför Nyköping. I maj 2004 släppte man även ett samlingsalbum på skivmärket Roldex, där många av låtarna tidigare bara funnits utgivna på kassettband.
Den 22 september 2004 släpptes bandets femte studioalbum, "Vänd dig inte om", som blev populär bland både recensenter och publik. Med albumet gick bandet för första gången in på den svenska albumlistan, och det toppade kategorin "Schlager".
Den 25 september 2004 spelade bandet för första gången i Norge, på en stor dansgala i Tromsø.
2006 hade bandet framgångar med albumet Den stora dagen. I november 2006 belönades bandet med Nyköpings kommuns kulturpris.
2008 lämnade sångare Jonas Näslund bandet för att uppträda med Jive. Hans roll övertogs av Linus Lindholm, som kom från Jontez.
8 juli 2020 meddelade bandet via sin Facebook-sida att de skulle lägga ner. Inget särskilt skäl bakom nedläggningen nämndes.

## Uppsättning
- Linus Lindholm - Sång
- Magnus Nyman - Bas och sax, kapellmästare
- Mikael Eriksson - Gitarr
- Torbjörn Kempe - Trummor
- Gullmar Bergman - Keyboard

### Tidigare medlemmar
- Jonas Näslund - Sång (1995-2008)
- Urban Ljungqvist - Saxofon

## Diskografi

### Album (Kassette)
- 1989 - Live i Folkets Park
- 1990 - Live i Folkets Park
- 1991 - Mats Bergmans
- 1992 - Mats Bergmans

### Album (CD)
- 1997 - 100% chans
- 1999 - Mest önskade – Live
- 2000 - Mest önskade 2
- 2002 - Min egen ängel
- 2004 - Vänd dig inte om
- 2006 - Den stora dagen
- 2007 - Kalifornien
- 2007 - Jubileum
- 2009 - Premiär
- 2011 - Det kommer från hjärtat
- 2013 - Om du ger mig din hand

### Singlar
- 1999 - Säg som det är
- 1999 - Alla världens rosor

## Melodier på Svensktoppen
- Har du tid med kärleken - 2000
- Lika kära nu som då - 2001-2002
- Min egen ängel - 2002
- Kan du hålla dom orden? - 2006
- En lycklig man - 2008

### Fotnoter
1. 1 2  ”Mats Bergmans avslutar karriären | Dansbandssidan”. www.dansbandssidan.com. Arkiverad från originalet den 19 juli 2020. https://web.archive.org/web/20200719154952/https://www.dansbandssidan.com/2020/07/09/mats-bergmans-avslutar-karri%C3%A4ren-44569026. Läst 24 juli 2020.
2. ↑  Roland Andersson (6 februari 2003). ”De surfar vidare”. Blekinge läns tidning. http://www.blt.se/kultur-noje/de-surfar-vidare/. Läst 13 februari 2015.
3. ↑  ”Mats Bergmans Orkester”. www.facebook.com. https://www.facebook.com/matsbergmans.orkester/. Läst 25 juli 2020.